# شوشانیک نازاریان
شوشانیک لوونی نازاریان (ارمنی: Շուշանիկ Լևոնի Նազարյան؛  زادهٔ ۲۲ دسامبر ۱۹۱۳ - درگذشته ۶ اکتبر ۲۰۰۶) یک لغت‌شناس تاریخ‌نگار ادبی اهل ارمنستان بود.

## زندگی‌نامه
در ۲۲ دسامبر ۱۹۱۳ در واغارشاپات به دنیا آمد و از دانشکده لغت‌شناسی ارمنی دانشگاه دولتی ایروان (۱۹۳۸) فارغ‌التحصیل شد. وی در ماتناداران فعالیت می‌کرد.  وی همچنین برنده دانشمند شایسته ارمنستان شوروی (۱۹۸۴) شده است. وی در ۶ اکتبر ۲۰۰۶ در سن ۹۲ سالگی در ایروان درگذشت.

## یادداشت
1. ↑  բանասիրական գիտությունների դոկտոր